# Dracut
Dracut (ausgesprochen „Dray-Kit“) ist eine Stadt im Middlesex County im US-Bundesstaat Massachusetts. Das U.S. Census Bureau hat bei der Volkszählung 2020 eine Einwohnerzahl von 32.617 ermittelt.

## Geschichte
Die Stadt Dracut befindet sich in der näheren Umgebung der Stadt Lowell, an der nördlichen Grenze zu New Hampshire. Sie wurde ursprünglich 1653 als Teil der Wamiset Praying Town gegründet, einem Gebiet in dem missionierte Indianer lebten. Die Wirtschaft der Stadt bestand früher lediglich aus Fischfang, Holzfällern und Mühlen. Im achtzehnten Jahrhundert kamen Papierfabriken und Baumwollverarbeiter dazu. Dies zog irische und Französisch-Kanadische Einwanderer an. Am 26. Februar 1701 wurde der Stadt Dracut das Stadtrecht anerkannt. Die Nähe zur Großstadt Lowell hat aus Dracut eine Stadt mit Vorortcharakter gemacht. Doch stehen in Dracut noch viele historische Häuser, wie dem Colburn/Cutter House aus dem Jahr 1717. Außerdem ist noch das 1773 erbaute Haus von General James Mitchell Varnum erwähnenswert, welches heute ein Museum ist.

## Geographie
Dem United States Census Bureau zufolge hat die Stadt eine Gesamtfläche von 55,3 km², wovon 54,1 km² Land sind (97,85 %). Dracut befindet sich im Merrimack Valley und befindet sich in etwa 40–50 km nordöstlich der Hauptstadt Massachusetts, Boston. Die Südgrenze der Stadt bildet der Merrimack River, die Stadt selbst wird durch den Beaver Bach geteilt. Im Süden grenzt die Stadt an die Stadt Lowell, im Westen an Tyngsboro und im Osten an die Stadt Methuen. Im Norden grenzt Dracut an den Bundesstaat New Hampshire, die Stadt Pelham ist die nächstgelegene. Die Städte Tewksbury und Andover grenzen ebenfalls an die Stadt, sind allerdings durch den Merrimack River getrennt.

## Bevölkerung
Dem Zensus aus dem Jahr 2000 zufolge lebten 28.562 Menschen in 10.451 Haushalten zusammen. 7.733 Familien lebten in der Stadt. Die Bevölkerungsdichte betrug 527,6 pro Quadratkilometer. 95,13 % der Bevölkerung waren Weiße, 0,78 % Afrika-Amerikaner, 0,09 % Amerikaner mit indianischer Herkunft, 2,58 % Asiaten, 0,03 % aus dem Pazifik stammend, 0,43 % aus anderen Rassen und 0,96 % mit zwei oder mehr Herkunften. Latinos oder Hispanier waren 1,55 % der Bevölkerung.
Von den 10.451 Haushalten hatten 35,9 % Kinder unter 18 Jahren, 58,3 % waren verheiratete Paare, 11,6 % waren alleinstehende Frauen und 26 % Singles. Im Durchschnitt lebten in einem Haushalt 2,73 Personen, eine Familie bestand im Schnitt aus 3,19 Personen.

## Verkehr
Dracut ist in der Nähe mehrerer großer Highways. Die I-93, I-495 und US Route 3 sind die größten. Die Route 128 befindet sich ebenfalls nur 30 km südlich. Die Route 38, Route 110 und Route 113 fahren direkt durch die Stadt.

## Bedeutende Personen

### Söhne und Töchter der Stadt
- James Mitchell Varnum (1748–1789), Richter und General
- Joseph Bradley Varnum (1751–1821), Politiker
- John Varnum (1778–1836), Politiker
- Wendell Corey (1914–1968), Schauspieler und Politiker

### Persönlichkeiten mit Bezug zur Stadt
- Scott Grimes (* 1971), Schauspieler